# Blanka Jakubčíková
Blanka Jakubčíková (* 30. září 1971 Brno) je česká malířka a básnířka.

## Život

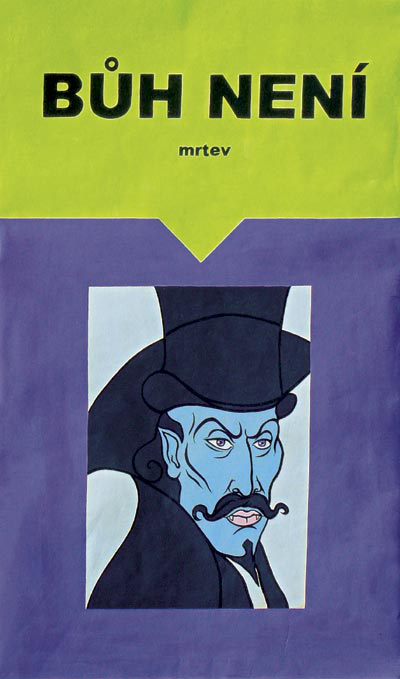
Bůh není mrtev, 150×270 cm, akryl na kartonu, 1999

Vystudovala Fakultu výtvarných umění VUT v Brně, kde v roce 2000 absolvovala v ateliéru kresby Václava Stratila. Další výtvarné zkušenosti získávala mj. na tvůrčích stážích Egon Schiele Art Centra v Českém Krumlově (2002, 2006). Je pro ní typická tvorba v uzavřených cyklech (Bulimie, Žena je vysloveně zločinecký typ, Opus Diabolicum, Třetí pohlaví, Imitatio Christi atd.). Ve většině cyklů propojuje obrazovou část s psaným textem a kromě výtvarné činnosti se celoživotně věnuje i poezii (pod pseudonymem Jan Ariel Kocourek a Blanche Cutie). V roce 2016 vydalo pražské Nakladatelství Petr Štengl její třetí básnickou sbírku (Kunsthysterik). Její výtvarná i literární díla jsou často chápána jako feministická, i když autorka sama svojí tvorbou naopak proti jakékoliv formě paušalizace ostře a ironicky protestuje. Častým motivem jejích obrazů a básní je křesťanství a reflexe sexuality v mnoha jejích podobách.
Blanka Jakubčíková patří na české výtvarné scéně k nepřehlédnutelným autorkám, jejichž tvorba se s provokativní úderností zapojuje do ožehavých společenských diskurzů […] Ve svém díle se dotýká tabuizovaných témat, mnohdy zakotvených v křesťanské tradici […] Její obrazové a kresebné cykly, často doprovázené téměř reklamními slogany, nepostrádají ironii, sarkasmus, absurditu ani humor a zároveň vypovídají o značném literárním a kulturně historickém přehledu autorky.
Roman Musil, ředitel ZČG Plzeň, průvodní text k výstavě Od Krista k Ježíši v Galerii Art Factory
Po mnoha letech, kdy pracovala s výrazovými prostředky komiksu, se přesunula postupně k divoké expresi. Od roku 2003 žije v Praze a tvoří ve svém ateliéru v mezinárodním centru současného umění MeetFactory.

## Sbírky

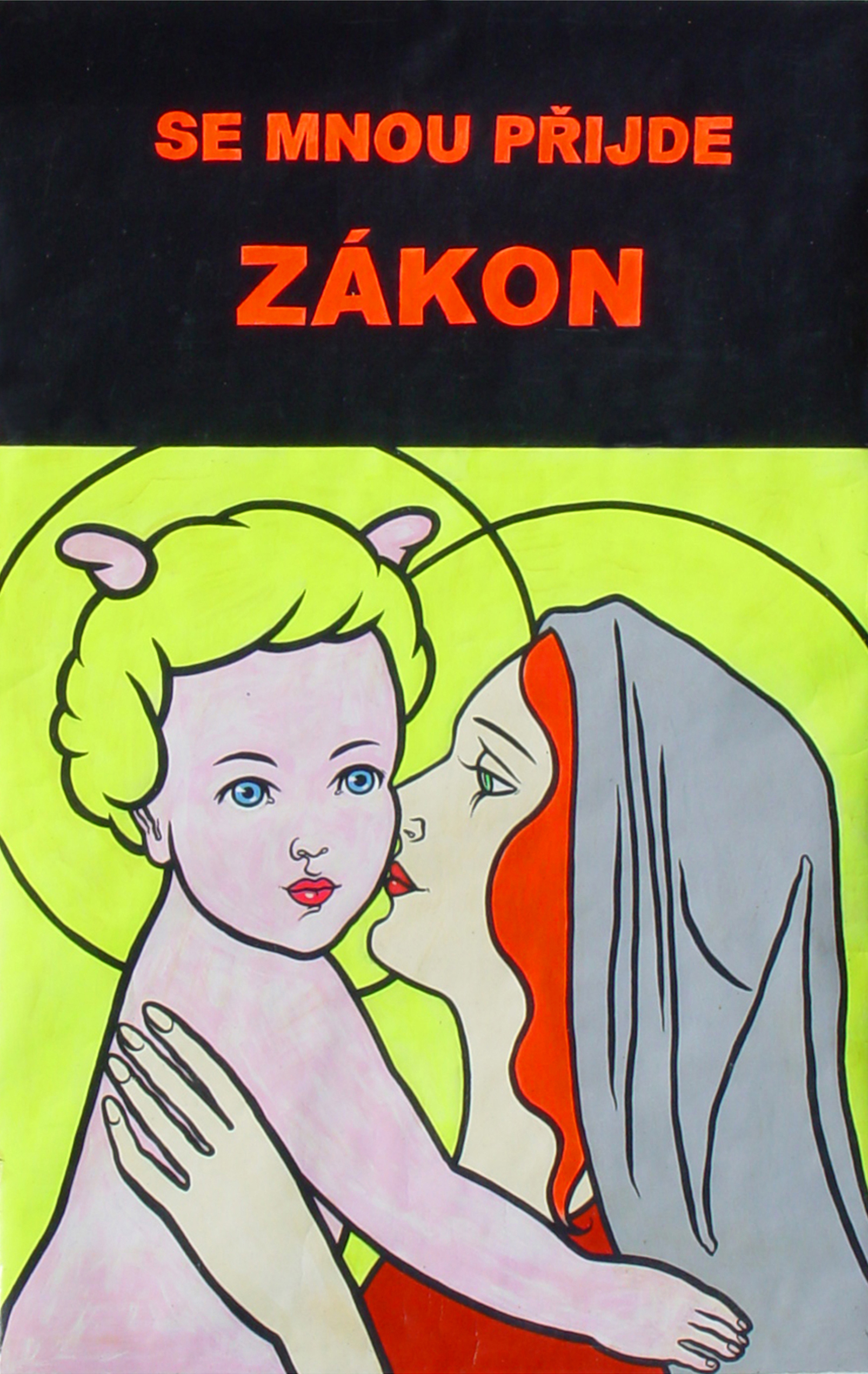
Se mnou přijde zákon, 150×250 cm, akryl na kartonu, 2000

1. Vladimír Stibor et al.: Ptáci z podzemí – Almanach české poezie. Milan Hodek 2013, 133 pp., ISBN 978-80-87688-11-3
2. Transvestitní kráska. Nakladatelství culture83 2013, 40 pp., ISBN 978-80-87566-12-1[8]
3. Já uříznu si hlavu trnem z růže. Nakladatelství Petr Štengl 2013, 48 pp., ISBN 978-80-87563-11-3[9]
4. Kunsthysterik. Nakladatelství Petr Štengl 2016, 64 pp., ISBN 978-80-87563-39-7[10]

## Recenze
- J. Ptáček: Masakr Blanky Jakubčíkové. In Ateliér 24/2001, p. 5
- J. Ptáček: Nejslavnější hacker. In Umělec 3/2004
- P. Ondračka: Hnusomalba. In Atelier 10/2005, p. 4
- Talent měsíce: Blanka Jakubčíková. In Art+Antiques 6–7/2005, pp. 92–3
- P. Vaňous: Piktogramy a kódy nových znesvěcení. In Art+Antiques 11/2005, p. 91
- R. Musil: Od Krista k Ježíši. In Ateliér 3/2006, p. 5
- J. Machalický: Poetika pop-artu a Ježíš. In Lidové noviny středa 4. 1. 2006, p. 20

## Samostatné výstavy

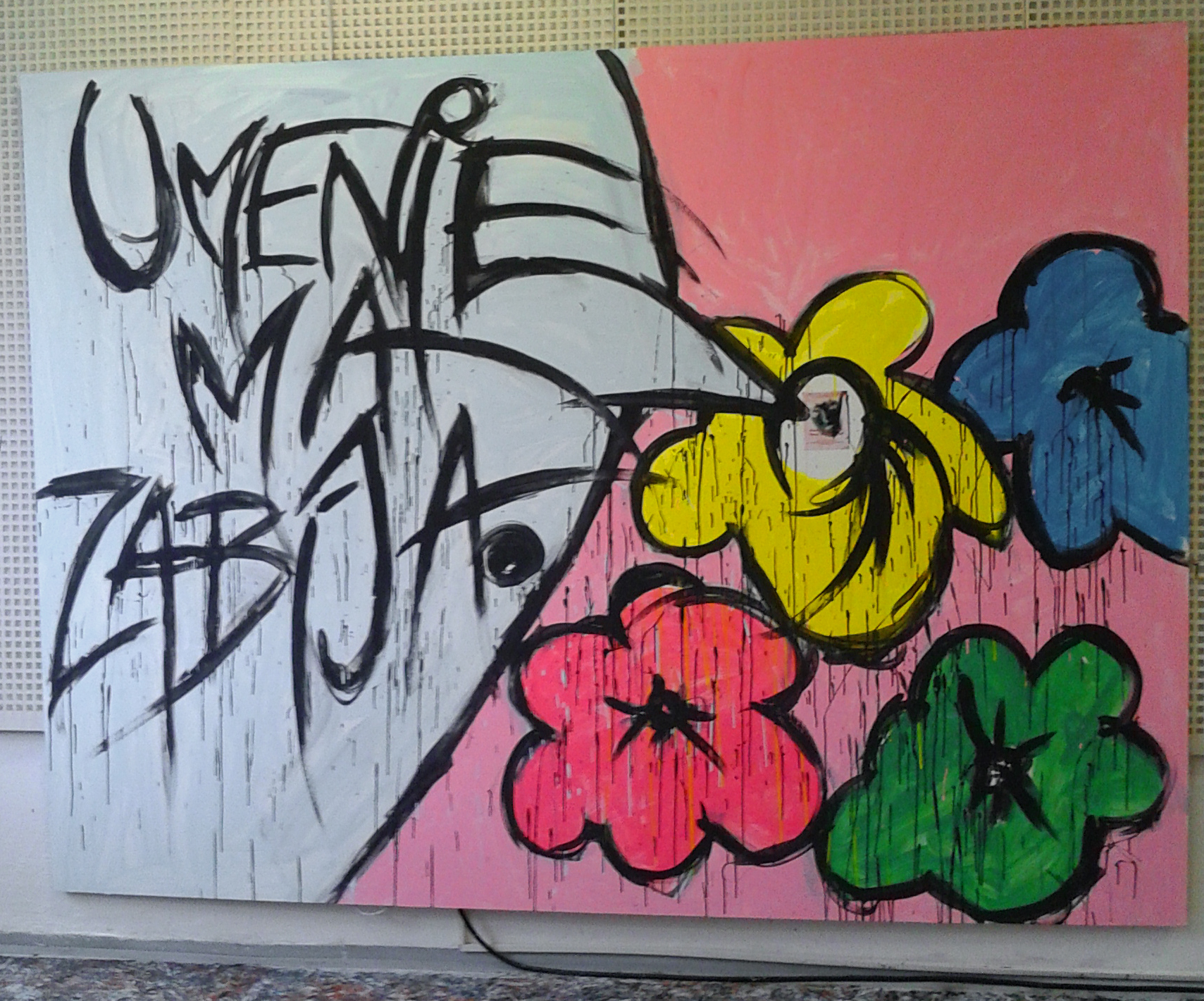
Umenie ma zabíja, 250×200 cm, akryl na sololitu, Muzeum moderního umění Andy Warhola Medzilaborce, 2013

- 2000 Opus Diabolicum, Galerie Měsíc ve dne, České Budějovice
- 2001 Třetí pohlaví, Galerie Eskort, Brno
- 2004 777 + 666 + mrška, Galerie Doubner, Praha
- 2005 Silver Exit, Galerie Půda, Jihlava
- 2005 OM-A, Galerie A.M. 180, Praha
- 2005 Od Krista k Ježíši, Galerie Art Factory, Praha[11]
- 2006 Vitrachem – Fixachem, Libeňská synagoga, Praha
- 2007 K. a jiné K., Galerie Minikino, Ostrava
- 2007 Obsession, Galerie Dole, Ostrava[12]
- 2010 Krebsy (teda kresby:)) a mlaby, Trafogalerie, Praha
- 2011 Mrtvoly, Galerie Na shledanou, Volyně[13]
- 2013 Divná noční příhoda, Muzeum moderního umění Andy Warhola, Medzilaborce[14]
- 2014 Kdyby krása zabíjela, Galerie Kabinet T., Zlín[15]
- 2015 Krásná (s)lepá slečna, Ukradená galerie, Český Krumlov
- 2016 Oběšená, Galerie Jídelna, Česká Lípa
- 2016 Ta má goldnovó hercnu, Divadlo Reduta, Brno
- 2019 Feeder and his girl, Galerie Kaplička, Jablonec nad Nisou – Mšeno

## Společné výstavy

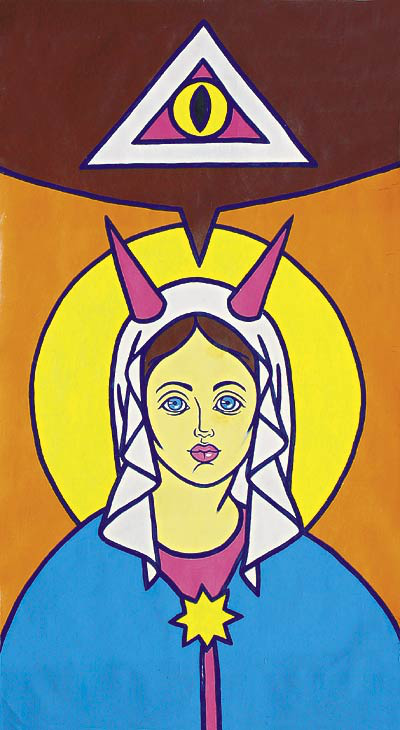
Rosemary chce děťátko, 150×300 cm, akryl na kartonu, sbírka Richarda Adama, 1999

- 1999 Společné téma, Galerie Mánes, Praha
- 1999 Společná tvorba, Dům umění města Brna, Brno
- 2000 Sýpka 2000, Galerie Sýpka
- 2000 Portrét roku 2000, Galerie Emila Filly, Ústí n/Labem
- 2001 Laboratoř současných tendencí, Národní galerie – Veletržní palác, Praha
- 2004 Na dosah – májová proroctví, Galerie Home, Praha
- 2004 Artshop, Galerie Art Factory, Praha
- 2006 Sbírka Richarda Adama, Wannieck Gallery, Brno
- 2006 Akné, Galerie Rudolfinum, Praha[16]
- 2007 Proces, Holešovická tržnice, Praha
- 2007 Amaro Jilo, Dům umění města Brna, Brno
- 2008 Divná, divná výstava, Galerie Vltavín, Praha[17]
- 2008 Slovem i obrazem, Galerie Vltavín, Praha[18]
- 2012 Komiks nejen v komiksu, Galerie Vltavín, Praha
- 2012 Komiks nejen v komiksu, výstavní síň v divadle Karla Pippicha, Chrudim
- 2012 Useless, Galerie General Public, Berlín
- 2012 Transgender Me 2012, Centrum současného umění DOX, Praha[19]
- 2012 Příliš těsná přátelství, Galerie Sam83, Česká Bříza
- 2012 Lonely Heroes, Galerie Artatak, Praha
- 2012 Useless, Galerie Divus, Praha
- 2013 Identi_TA, Muzeum romské kultury, Brno
- 2013 Výstava děl absolventů Fakulty výtvarných umění VUT v Brně, Galerie Myšina, Brno
- 2013 S Václavem Havlem, Galerie Ars 21, Český Krumlov
- 2013 Kostlivec v rajské omáčce, Richard Adam Gallery, Brno[20]
- 2013 Useless, Galerie Divus, Londýn[21]
- 2013 Jesle, Galerie Sam83, Česká Bříza
- 2014 AiC/heARTbreaker 2014, výstava z rezidenčních pobytů, Galerie bratří Špillarů, Domažlice[22]
- 2015 Česká malba generace 90. let dvacátého století, Richard Adam Gallery, Brno[23]
- 2016 Nevím, jak tohle dopadne, Galerie Sam83, Česká Bříza
- 2017 THE FACE OF RAPE, Galerie ARTWALL, Praha
- 2017 To je mámovo!, The White Room Gallery - Pragovka, Praha
- 2021 Hodně by mi v dalších úvahách pomohl jakýkoli plánek, Galerie Kurzor - Centrum pro současné umění Praha, Praha
- 2021 Jednota v rozmanitosti, Trafo Gallery, Praha
- 2022 Co nám nedá den má noc, The Chemistry Gallery, GABRIEL LOCI, Praha

## Sympózia a tvůrčí stáže
- 2002 Egon Schiele Art Centrum, Český Krumlov[24]
- 2006 Egon Schiele Art Centrum, Český Krumlov
- 2006 Open Studios v Dolních Počernicích, Praha
- 2012 Sympózium Felixe Jeneweina, Kutná Hora[25]
- 2014 Festival současného umění Tutti Frutti, Bratislava
- 2014 Galerie Sam83, Rezidenční tvůrčí pobyt AiC/heARTbreaker, Česká Bříza[26]

## Zastoupení ve sbírkách
- Muzeum moderního umění Andy Warhola, Medzilaborce
- Egon Schiele Art Centrum, Český Krumlov
- Sbírka Richarda Adama (Richard Adam Gallery), Brno
- Galerie Felixe Jeneweina, Kutná Hora

## Galerie

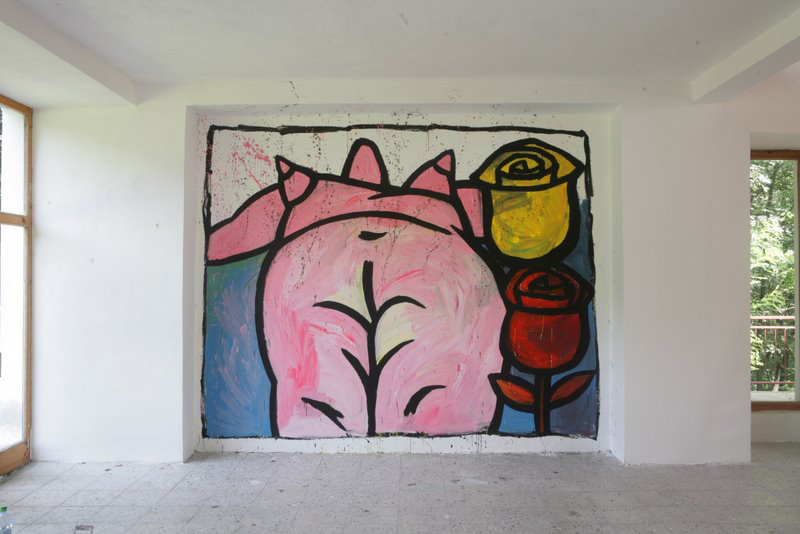
Mrtvola, 320×250 cm, akryl na zdi, Galerie Na shledanou Volyně, 2011
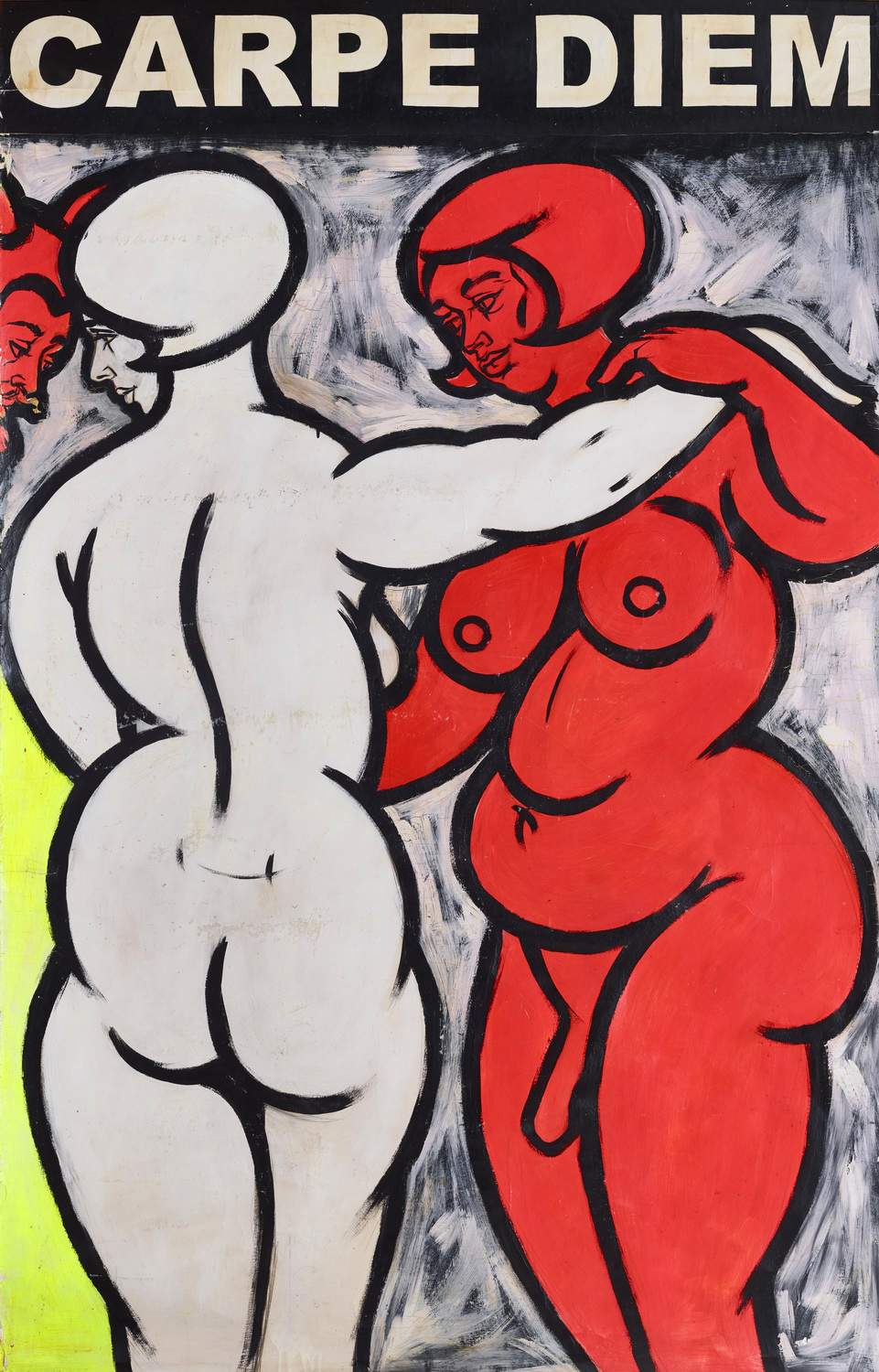
Carpe Diem, 245×150 cm, kombinovaná technika, karton, 2001
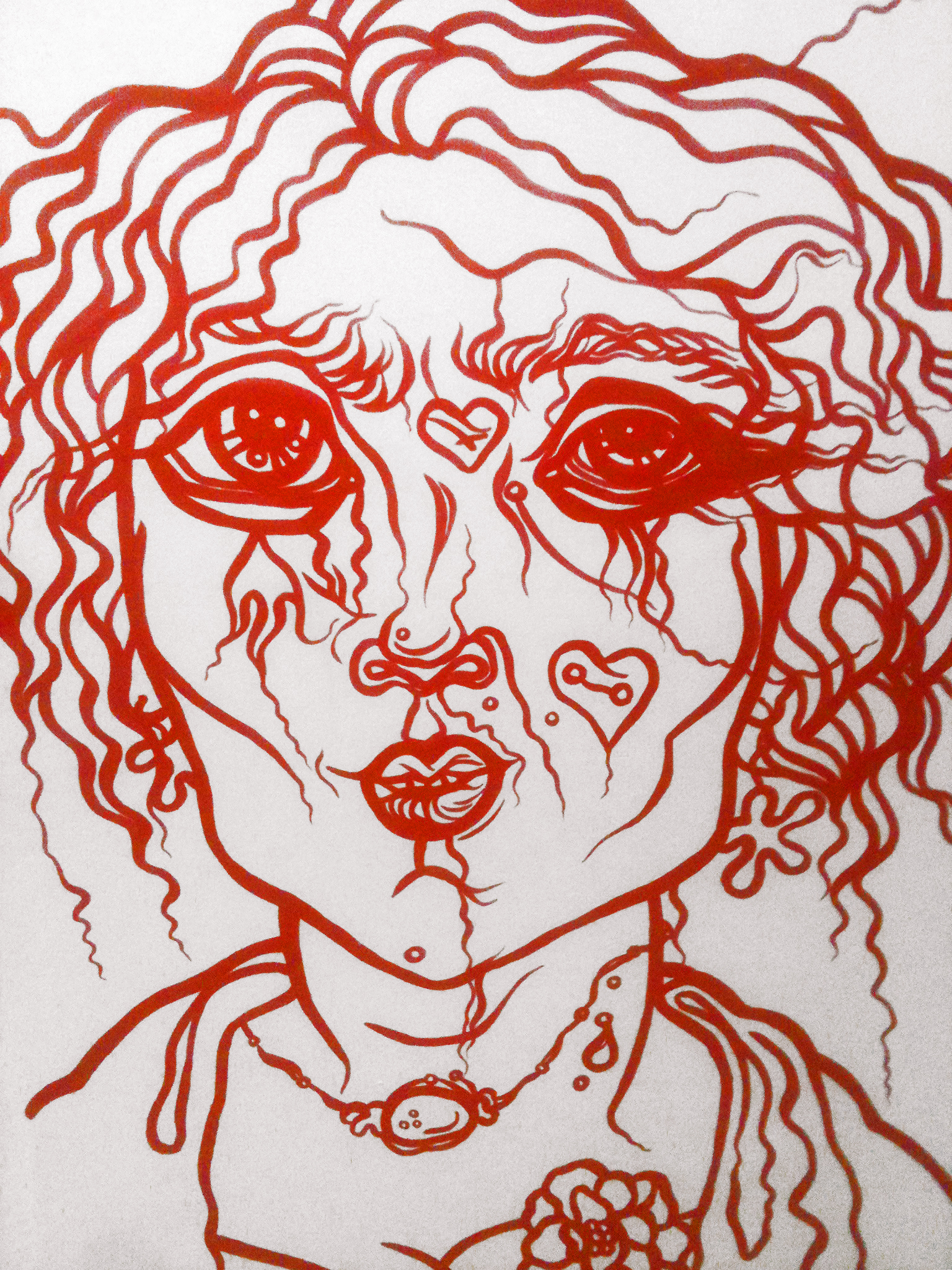
Autoportrét, 80×120 cm, akryl na zdi, Galerie Divus Praha, 2012
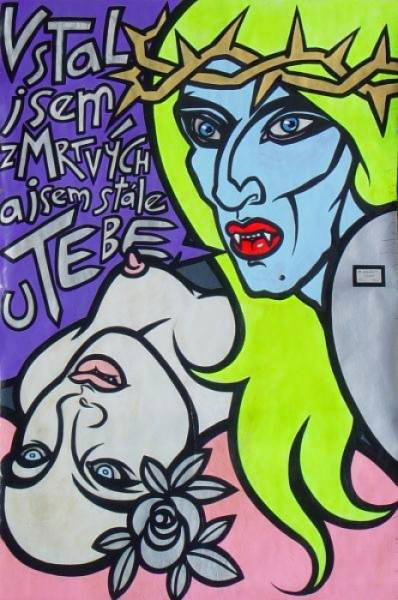
Vstal jsem z mrtvých, 150×275 cm, akryl na kartonu, sbírka Richarda Adama, 2001
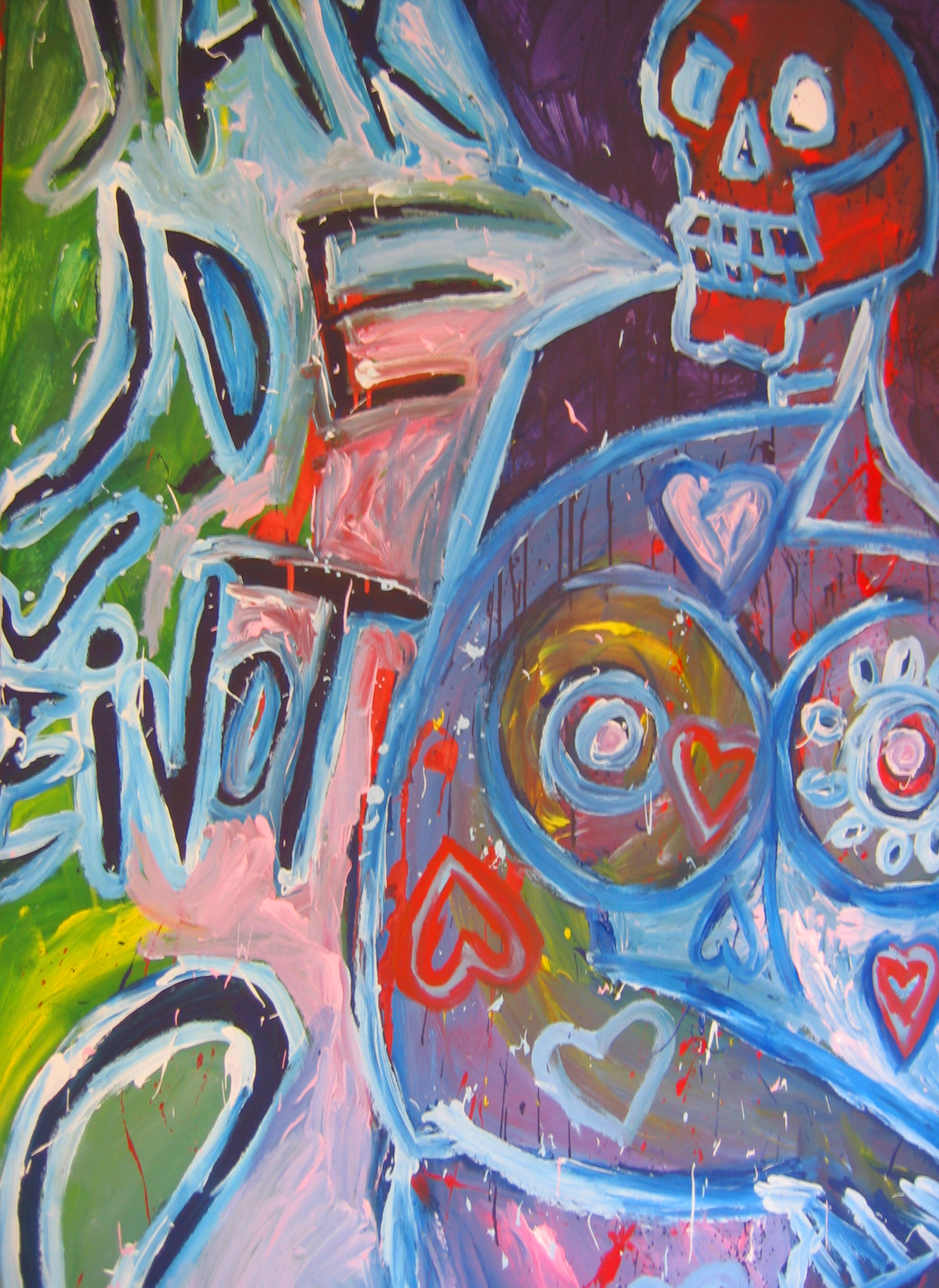
Jak jde život, 150×275 cm, akryl na kartonu, 2012
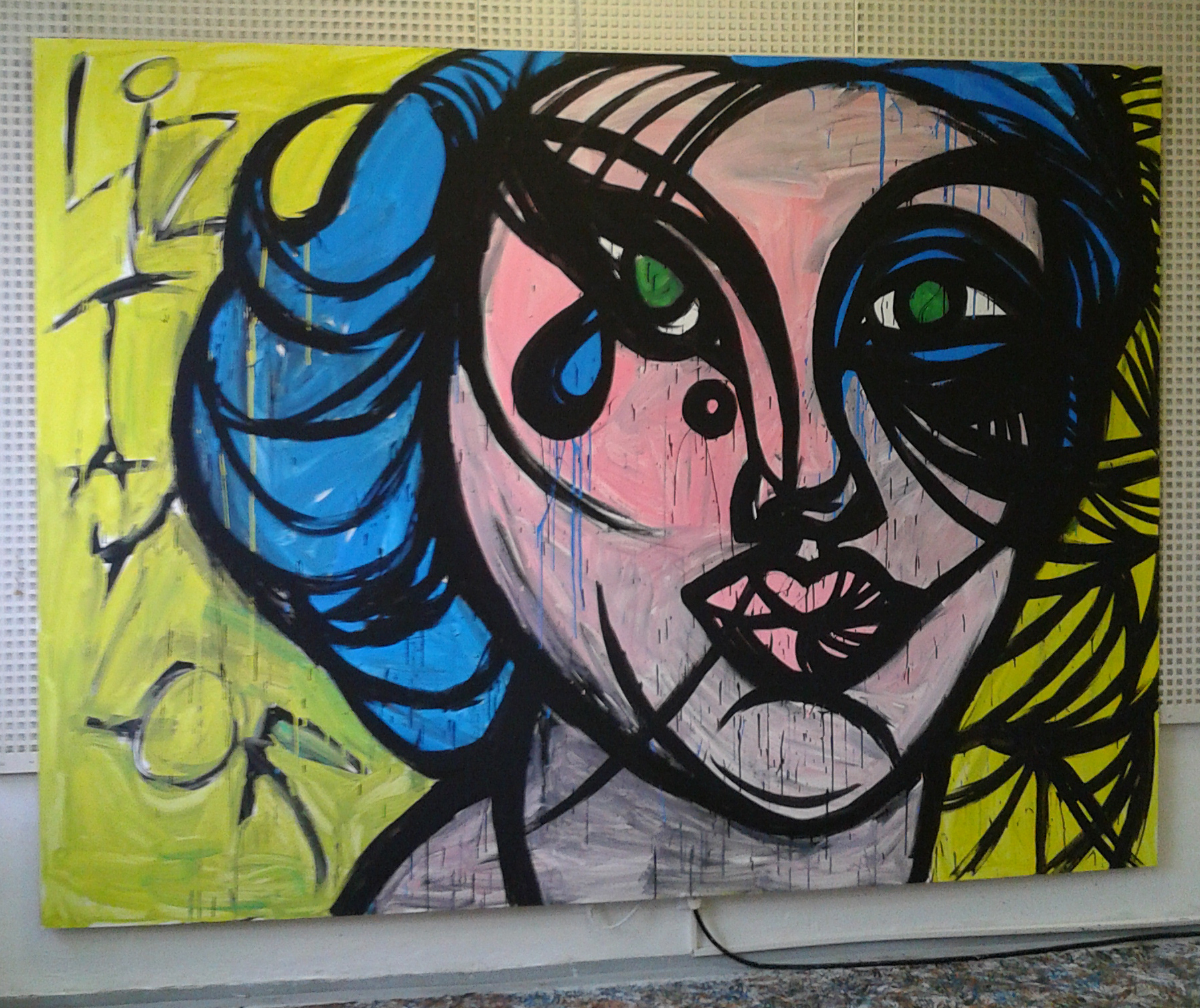
Liz Taylor, 250×200 cm, akryl na sololitu, Muzeum moderního umění Andy Warhola Medzilaborce, 2013